# Навчально-науковий інститут підготовки слідчих і криміналістів Національної академії внутрішніх справ
Навчально-науковий інститут № 2 Національної академії внутрішніх справ (ННІ № 2 НАВС) — структурний підрозділ Національної академії внутрішніх справ, розташований на в Дніпровському районі Києва. Єдиний навчальний заклад України, який готує експертів-криміналістів[джерело?].
Історія інституту починається з 1985 року, коли були утворені Київські вищі курси Міністерства внутрішніх справ СРСР з підготовки працівників служби кримінального розшуку, органів боротьби з розкраданням соціалістичної власності і політпрацівників. З 1992 року це — Навчально-науковий інститут підготовки слідчих і криміналістів Української академії внутрішніх справ, яка у 1996 році набуває статусу Національної, а з 2005 року це — Київський національний університет внутрішніх справ (КНУВС). 31 серпня 2010 року Київський національний університет внутрішніх справ реорганізовано в Національну академію внутрішніх справ.
Інститут має факультет підготовки слідчих і факультет підготовки експертів-криміналістів та чотири кафедри: розслідування злочинів, криміналістичної техніки, криміналістичних експертиз, спеціальної та фізичної підготовки.
В інституті навчається близько 800 курсантів, науково-педагогічний колектив складається з близько 50 працівників, які мають високий науково-педагогічний потенціал. Крім того, інститут забезпечував навчання 27 слухачів-представників МВС Грузії.